# بادي جاكسون (لاعب اتحاد الرغبي)
بادي جاكسون (بالإنجليزية: Patrick Jackson) هو لاعب اتحاد الرغبي بريطاني، ولد في 5 يناير 1992 في بلفاست في المملكة المتحدة.

## وصلات خارجية
- باتريك جاكسون على موقع دوري الرغبي الممتاز (الإنجليزية)
- باتريك جاكسون عل موقع إسبنسكروم (الإنجليزية)
- باتريك جاكسون على موقع ItsRugby.co.uk (الإنجليزية)